# بیدوییه (سیرجان)
بیدوئیه روستایی در دهستان بلورد بخش بلورد شهرستان سیرجان استان کرمان ایران است.

## جمعیت
بر پایه سرشماری عمومی نفوس و مسکن در سال ۱۳۹۵ جمعیت این مکان ۳۰ نفر (۱۰خانوار) بوده‌است.